# Вот уж вечер. Роса
Вот уж вечер. Роса — стихотворение русского поэта Сергея Есенина (1895—1925), написанное в 1910 году. Считается первым стихотворением Сергея Есенина.
В 1940 г. супруга поэта, С. А. Толстая-Есенина, писала об этом и стихотворении «Там, где капустные грядки...»: «По словам Есенина, это его первые стихи. Считая их слабыми, он не хотел включать их в „Собрание“. Согласился напечатать стихи только благодаря просьбе своих близких. Текст был продиктован им. Дата проставлена по его указанию» («С. А. Есенин в воспоминаниях современников», тт. 1—2, М., «Художественная литература», 1986., Т.2, С.260).

## История создания
Автограф стихотворения неизвестен. Текст был продиктован поэтом С. А. Толстой-Есениной во время подготовки в 1925 году первого тома трёхтомного «Собрания стихотворений».
Основным источником текста является так называемый наборный экземпляр — рукопись, по которой в ноябре-декабре 1925 г. осуществлялся набор книги.
Печатается по набранному экземпляру (список С. А. Толстой-Есениной), где есть помета её рукой: «Самое первое. 1910 г.» Датируется согласно этой помете (Козловский, С. 437—438).
Датировка произведения
Одним из первых, кто выступил против авторской датировки — В. А. Вдовин в 1965 году: «Это стихи зрелого мастера, ошибочно датируемые 1910 годом» (журнал «Вестник МГУ», серия VII, Филология, журналистика, 1965, № 6, С. 94). Свою позицию он аргументировал следующим: отсутствием рукописей стихотворения или других документальных подтверждений его создания в 1910 году; стилистическим отличием от стихов, достоверно относящихся к тому времени.
Л. Л. Бельская (ж. «Вопросы литературы», 1972, № 9, С. 175—176) провела стилистический анализ произведения и пришла к выводу о принадлежности стихотворения к ранним опытам поэта, сказавшуюся в нём «непосредственность и неопытность в обращении со словом» (Козловский, С. 437—438).

## Исследование произведения
Ю. Л. Дмитриева отмечала: «Лирический герой находится как бы на грани огромного, только теоретически измеримого пространства и окультуренной (следовательно, хорошо знакомой) среды».
Центр поэтического мира — лирический герой, объективируемый личным местоимением я. Вокруг него организуется пространственные зоны: от близкого (вербальные знаки крыша, печка, дорога, ива, береза) до максимально удаленного (за рекой, за опушкой, вдалеке, вдали). Таким образом, поэтическое пространство произведения строится с помощью языковых единиц, обозначающих пространственные параметры членения мира (Дмитриева 2020, С.46).
Иоланта Kур-Koнoнoвич (Жешувский университет, Польша), исследуя образ ивы в творчестве Сергея Есенина, обратила особое внимание на его подростковое стихотворение, написанное в селе Константиново:
«первые простые пейзажные зарисовки наполнены нежностью и душевным теплом. Ива поддерживает молодого человека физически и душевно, приводит к тому, что он в состоянии
по-настоящему восхищаться красотой вечера — светом луны, росой на крапиве. Отсюда появляется первый, непосредственный символ этой поэтической картины окружающего мира, внушенный ивой — безопасность, поддержка, опора. Образ подростка, прислонившегося к иве, имеет ещё более глубокий, философский смысл — ощущение спокойствия, безмятежности. Такое настроение чувствуется в этой необыкновенной картине сельской природы благодаря символической роли ивы» (Кур-Кононович 2017, С. 100—101).

## Публикации
Есенин С. А. «Вот уж вечер. Роса…» // Есенин С. А. Полное собрание сочинений: В 7 т. — М.: Наука; Голос, 1995—2002. Т. 1. Стихотворения. — 1995. — С. 15. Электронная публикация:	ФЭБ. Адрес ресурса:	http://feb-web.ru/feb/esenin/texts/es1/es1-015-.htm Архивная копия от 2 июня 2021 на Wayback Machine